# 莱泰雷
莱泰雷（義大利語：Lettere），是意大利那不勒斯省的一个市镇。总面积12平方公里，人口6210人，人口密度517.5人/平方公里（2009年）。ISTAT代码为063039。